# Josep Barberà i Humbert

Josep Barberà i Humbert

Josep Barberà i Humbert (* 27. Januar 1874 in Barcelona; † 19. Februar 1947 ebenda) war ein spanischer Komponist und Musikpädagoge.

## Leben und Werk
Josep Barberà trat bereits mit elf Jahren ins Conservatori del Liceu in Barcelona ein. Er studierte Musiktheorie, Klavier und Harmonie und wurde in der abschließenden Ausbildungsphase Kompositionsschüler von Felip Pedrell.
Später wurde er selbst Dozent am Conservatori del Liceu und unterrichtete die Fächer Harmonielehre und Komposition. Von 1931 bis 1938 war er Direktor des Konservatoriums. Er forschte über Volkslieder. Als Musikpädagoge arbeitete er in vielerlei Hinsichten mit Maria Montessori zusammen. Er veröffentlichte im Bereich der Musikpädagogik einen Kurs über Melodik, eine Abhandlung über Musik und Abhandlungen über Musiktheorie.
Er komponierte symphonische Werke, Chor- und Klaviermusik sowie Lieder. Zu seinen symphonischen Werken gehören die Tres Miniatures (1919), das  L’enterrament d’una verge („Begräbnis einer Jungfrau“), El fumador d’opi („Der Opiumraucher“), ein Divertimento über ein Volkslied (1921) und das symphonische Gedicht Alfeu i Aretusa (1933).
Schüler von Josep Barberà waren unter anderem Ireneu Segarra, Gregori Estrada und David Pujol.